# Anders Herman Warén
Anders Herman Warén, född 1945, tog doktorsexamen vid Göteborgs universitet. Expert på blötdjursgruppen Eulimidae. Forskningsassitent vid Zoologiska Institutionen vid Göteborgs Universitet 1979 -1984.  1:e Intendent vid evertebratavdelningen på Naturhistoriska Riksmuseet 1984. Har specialiserat sig på djuphavsfauna av mollusker, Nordatlantens skalbärande mollusker och snäckfaunan på giogena substrat och i kemoautotrofa miljôer. Har deltagit i många djuphavsexpeditioner jorden runt och namsatt några hundra tidigare okända arter mollusker.